# Расстрел рабочих Ижорского завода в 1918 году
Расстрел рабочих Ижорского завода в Колпине (к юго-востоку от Петрограда) 9 мая 1918 года — первый случай расстрела большевиками безоружных рабочих.
Конфликт начался, когда 9 мая женщинам, стоявшим в очереди за хлебом, было объявлено, что все запасы распроданы, а новых поступлений в ближайшие два дня не будет. Женщины направились к пожарному депо, чтобы дать сигнал тревоги, однако встретили отпор красногвардейцев. Народ стал собираться на городской площади, красногвардейцы пытались прикладами разогнать толпу, но это привело только к обострению конфликта.
Один из подростков бросился к гудку на пожарном депо и сумел дать сигнал. В ответ помощник коменданта Красной гвардии Торопилов выстрелил и ранил подростка. Красногвардейцы дали несколько залпов, и толпа бросилась врассыпную. На звуки гудка и стрельбы стали выбегать рабочие Ижорского завода, однако красногвардейцы оттеснили их обратно за проходную.
Существует и другая версия начала стрельбы. По показаниям рабочего Ижорского завода М. В. Костромитина, данным им в следственной комиссии, стрельбу начал член следственной комиссии при ревтрибунале Г. Трофимов. Когда раздался гудок, его окружили женщины. Трофимов закричал: «Разойдитесь, буду стрелять!» Одна из женщин замахнулась на Трофимова сумкой и назвала его дармоедом. Последовал залп, и из толпы выкрикнули: «Ты на место хлеба даёшь пули, чего даже царское самодержавие не делало». Затем раздался второй залп. Стреляли и красноармейцы, и Трофимов. В показаниях Костромитина Торопилов не упоминается.
На заводе начался митинг, на котором присутствовало около двух тысяч человек. Собрание постановило немедленно переизбрать местный совдеп и потребовало ареста виновных в расстреле женщин и детей. При выходе с завода рабочие сами попали под огонь красногвардейцев: были убитые и раненые. Вечером в Колпине прошли обыски и аресты, а на следующий день в городе было введено военное положение.
Рано утром 10 мая рабочие пытались пройти на территорию завода, чтобы провести собрание, но были встречены огнём: в результате, как минимум, шесть рабочих получили тяжёлые ранения. Во второй половине дня в Колпино прибыли броневики, а на всех перекрёстках появились пулемёты.
Рабочие Ижорского завода направили делегацию в Петроград, чтобы сообщить по предприятиям о событиях в Колпине. В этот же день митинги с резким осуждением действий власти прошли на Обуховском и Путиловском заводах. 11 мая митинги прошли на Русско-Балтийском заводе, на заводе «Сименс-Шуккерт», на Арсенале, на заводе Речкина и других предприятиях Петрограда и других промышленных городов.
Похороны жертв расстрела, прошедшие 14 мая, превратились в массовую политическую акцию, в которой приняли участие не менее тысячи человек. Из Петрограда в Колпино приехали представители многих петроградских заводов: Арсенала, Патронного, Путиловского, Обуховского, Русско-Балтийского, Сименс-Шуккерта, Невской писчебумажной фабрики, Вагоностроительного и др. Многие шли с заводскими знамёнами и пели революционные песни. На могилу погибших были возложены венки: «Жертвам произвола — защитникам голодных», «Жертвам голодным — погибшим от сытой власти».
На следующий день после похорон Петросовет выпустил обращение «К сведению всех», в котором утверждалось, что беспорядки спровоцировали правые эсеры и меньшевики. Далее утверждалось, что «Советская власть всякие шествия и выступления будет рассматривать, как прямую помощь внешнему врагу и будет беспощадно их подавлять».